# Лисиця піщана
Лисиця піщана (Vulpes rueppelli) — вид родини псових (Canidae), ряду хижих. Широко розповсюджений у посушливих районах Північної Африки, на Аравійському півострові, а також в Ірані, Пакистані, Афганістані. Типовим середовищем проживання є: піщані й каменисті пустелі. У Саудівській Аравії, ця лисиця була виявлена у відкритих, кам'янистих місцях проживання часто з рідкісним рослинним покривом і дуже малою кількістю опадів (~ 100 мм на рік). Видовим епітетом вшановано Едуарда Рюпеля.

## Морфологія
Морфометрія. Довжина голови й тіла: 400–520 мм, хвіст: 250–350 мм, вага: 1,5—3,0 кг.
Опис. Невелика лисиця з досить короткими ногами, довгими широкими вухами (понад 9 см) і світло-колірною, дуже густою шерстю. Середина мордочки та лоба іржавого кольору, є помітні темно-коричневі плями на з боків мордочки, що поширюються в бік очей. Вібриси добре розвинені, сягають до 70 мм у довжину. Губи, щоки, і підборіддя білі. Вуха білі всередині та рудо-корицеві зовні. Корицево-руда спинна смуга поширюється до середини боків. Шерсть срібляста на вигляд через численні білі волоски. Волоски підшерстям сягають 35 мм у довжину. Переважний колір боків дуже блідо помаранчевий, з легким сіруватим відтінком. Низ білий. Кінцівки рудуваті з невеликою кількістю чорних волосків. Ступні білуваті, підошви ніг густо запушені. Хвіст довгий, пухнастий (волосся ≈ 50—55 мм у довжину), буро-жовтого кольору, більш-менш змішаний з чорними волосками та з білим кінчиком. Зубна формула: I 3/3, C 1/1, P 4/4, M 2/3 = 42.

## Поведінка
Піщана лисиця — нічний вид. Вдень відпочиває у підземних норах, які змінює в середньому кожні 5 днів. Поживою для неї є малі ссавці, а також ящірки, комахи, трава. Живе моногамними парами, які мають певну мисливську територію, яка дещо перетинається із територіями сусідніх пар. Має хороший зір і слух. Використовує два різні види нір: для вигодовування потомства і для відпочинку. Відпочинкові нори значно менші. Нори для потомства частіше за все мають один вхід, хоча деякі до п'яти. V. rueppelli дуже гнучка і може легко підійматися на паркани, дерева і скелі в пошуках фруктів або в гонитві за птахами. Вони також можуть стрибати на 1,5 м по горизонталі при бігові. Приховувальна поведінка добре розвинена в неволі, у полоні тварини постійно копають і дуже грайливі.

## Життєвий цикл
Вагітність триває 52—53 дні. У середньому народжується три дитинча. Новонароджені сліпі. Діти стають незалежними в 4-місячному віці. Статева зрілість досягається в однорічному віці.

## Генетика
Каріотип характеризується диплоїдним числом хромосом, 2n=40.

## Загрози та охорона
Основною загрозою є полювання. В Ізраїлі вид знаходиться на межі зникнення через конкуренцію з звичайною лисицею. Проживає на багатьох охоронних територіях.